# Lombardia
A Lombardia (em italiano Lombardia) é uma região da Itália setentrional com 10 088 484 habitantes e 23 854 km², cuja capital é Milão. Tem limites ao norte com a Suíça, a oeste com o Piemonte, a leste com o Vêneto e com Trentino-Alto Ádige, e ao sul com a Emília-Romanha. É a região mais populosa da Itália.

## Administração

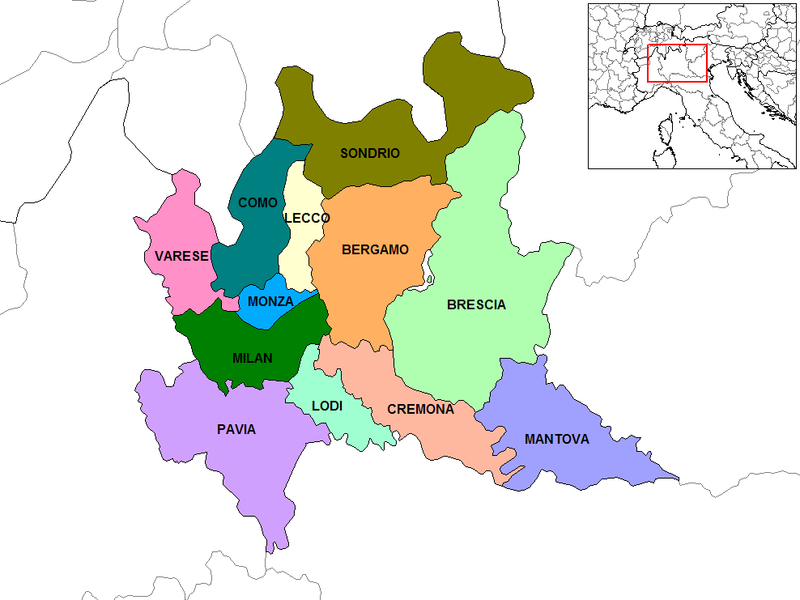
Províncias da Lombardia

Esta região é composta das seguintes províncias:
- Bérgamo
- Bréscia
- Como
- Cremona
- Lecco
- Lodi
- Mântua
- Monza e Brianza
- Milão
- Pavia
- Sondrio
- Varese

## Demografia
Um sexto da população italiana ou aproximadamente 10 milhões de pessoas vivem na Lombardia. A população da região aumentou muito nos anos 1950 e 1960 devido ao crescimento sustentado da região, altas taxas de natalidade, e fluxo migratório proveniente de outras regiões italianas. Nos anos 1980 e 1990 o crescimento demográfico foi garantido por imigrantes estrangeiros. Um quarto dos imigrantes estrangeiros na Itália vive em Lombardia. Até à data de 2008, o instituto nacional italiano de estatísticas ISTAT estimou que 815 335 imigrantes estrangeiros vivem na Lombardia, equivalente a 8,4% da população total da região.

### Cidades da Lombardia com população acima de 50 000 habitantes
| Comuna             | População (2006 est.) |
| ------------------ | --------------------- |
| Milão              | 1 308 735             |
| Bréscia            | 191 059               |
| Monza              | 121 961               |
| Bérgamo            | 116 197               |
| Varese             | 96 917                |
| Sesto San Giovanni | 83 556                |
| Como               | 83 002                |
| Busto Arsizio      | 79 552                |
| Cinisello Balsamo  | 73 770                |
| Cremona            | 71 313                |
| Pavia              | 71 064                |
| Vigevano           | 59 714                |
| Legnano            | 56 622                |
| Rho                | 50 623                |

## Capitais provinciais da Lombardia

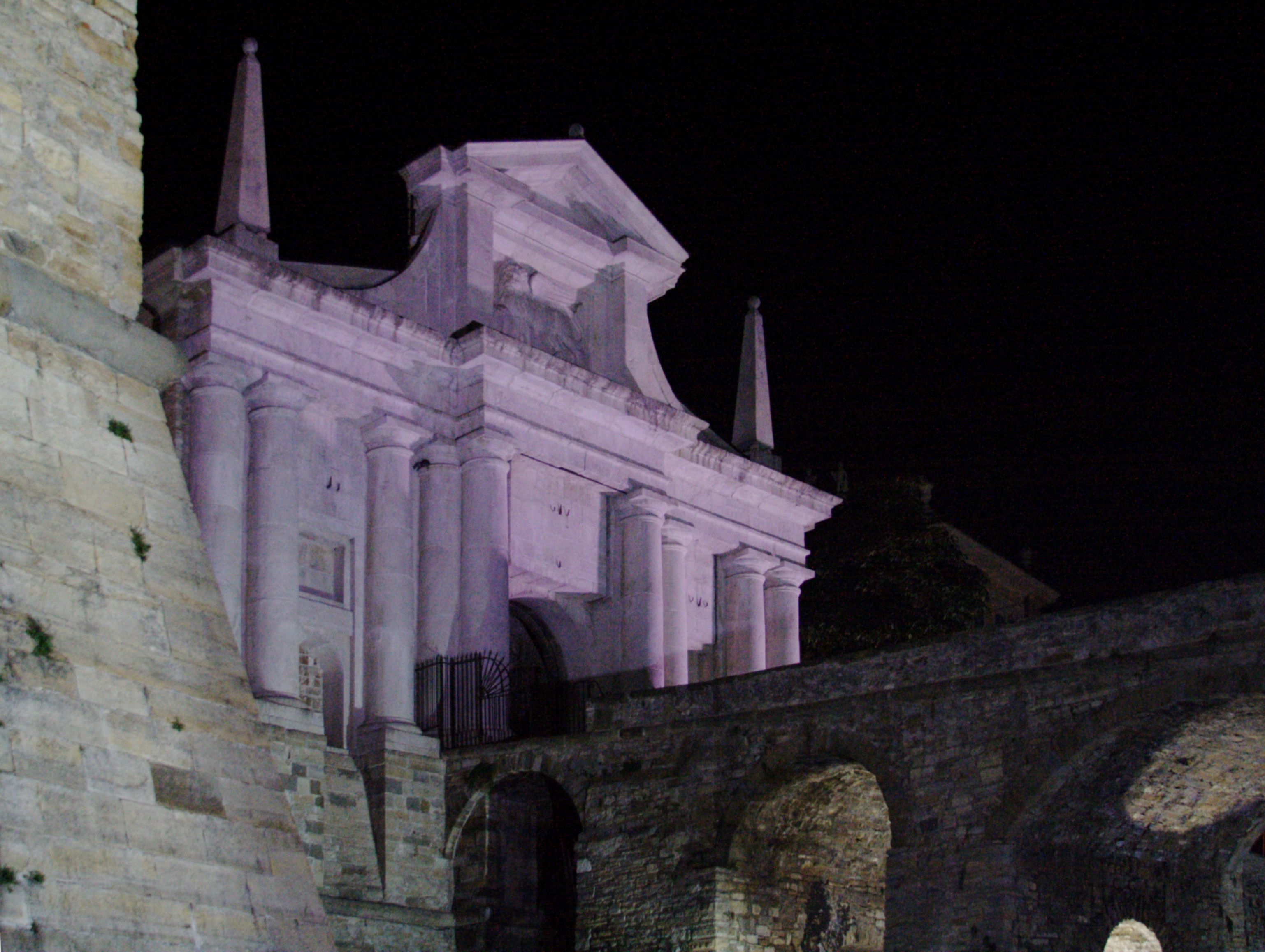
Bérgamo
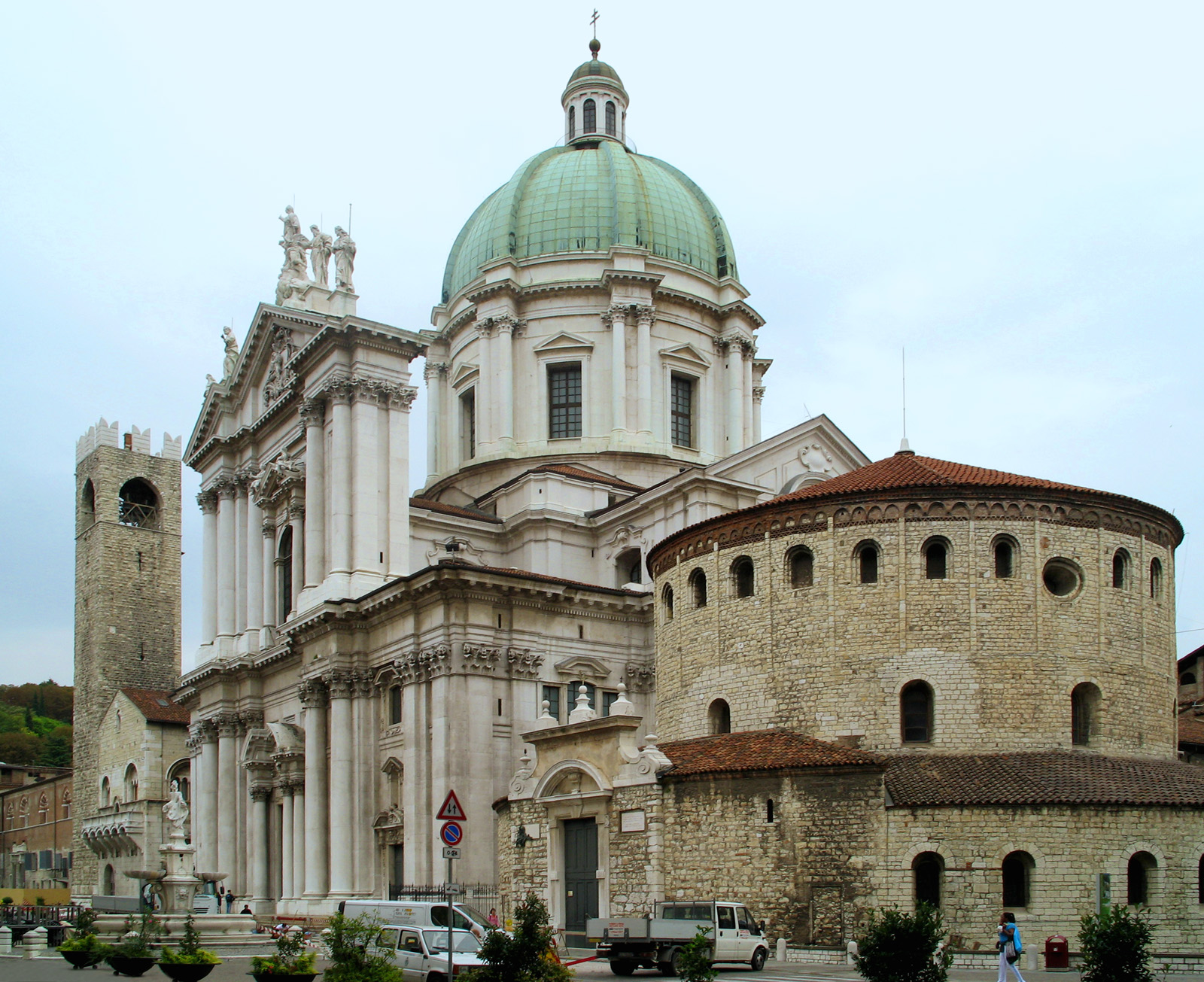
Bréscia — Catedral
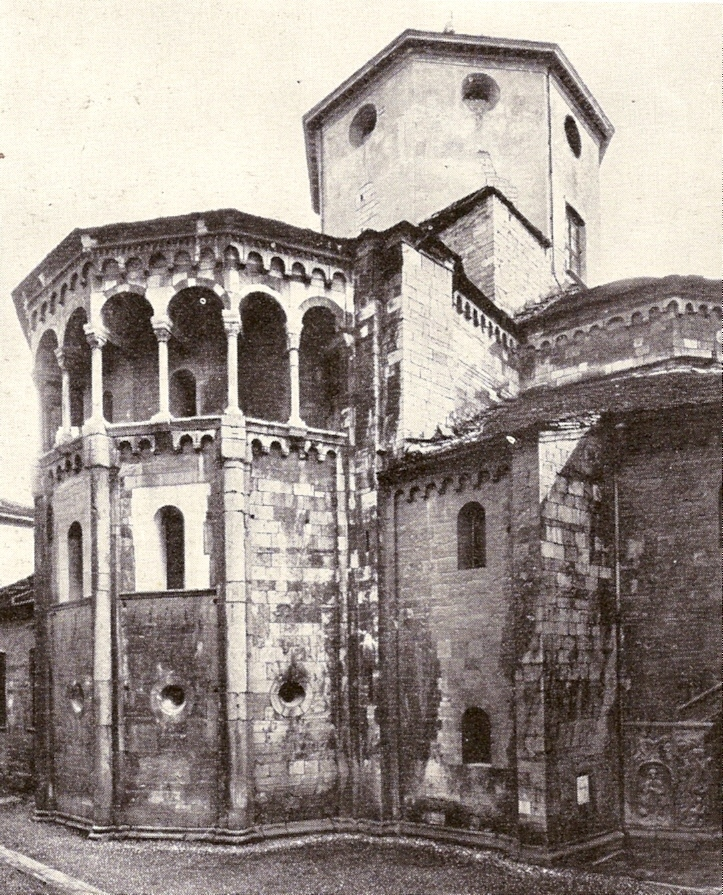
Como
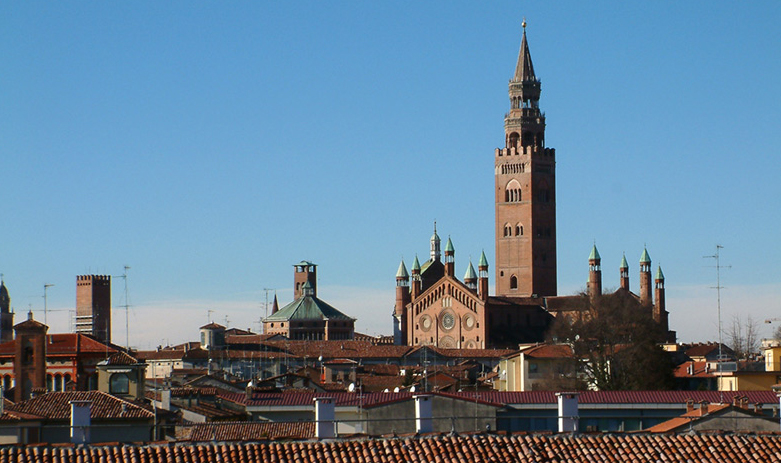
Cremona
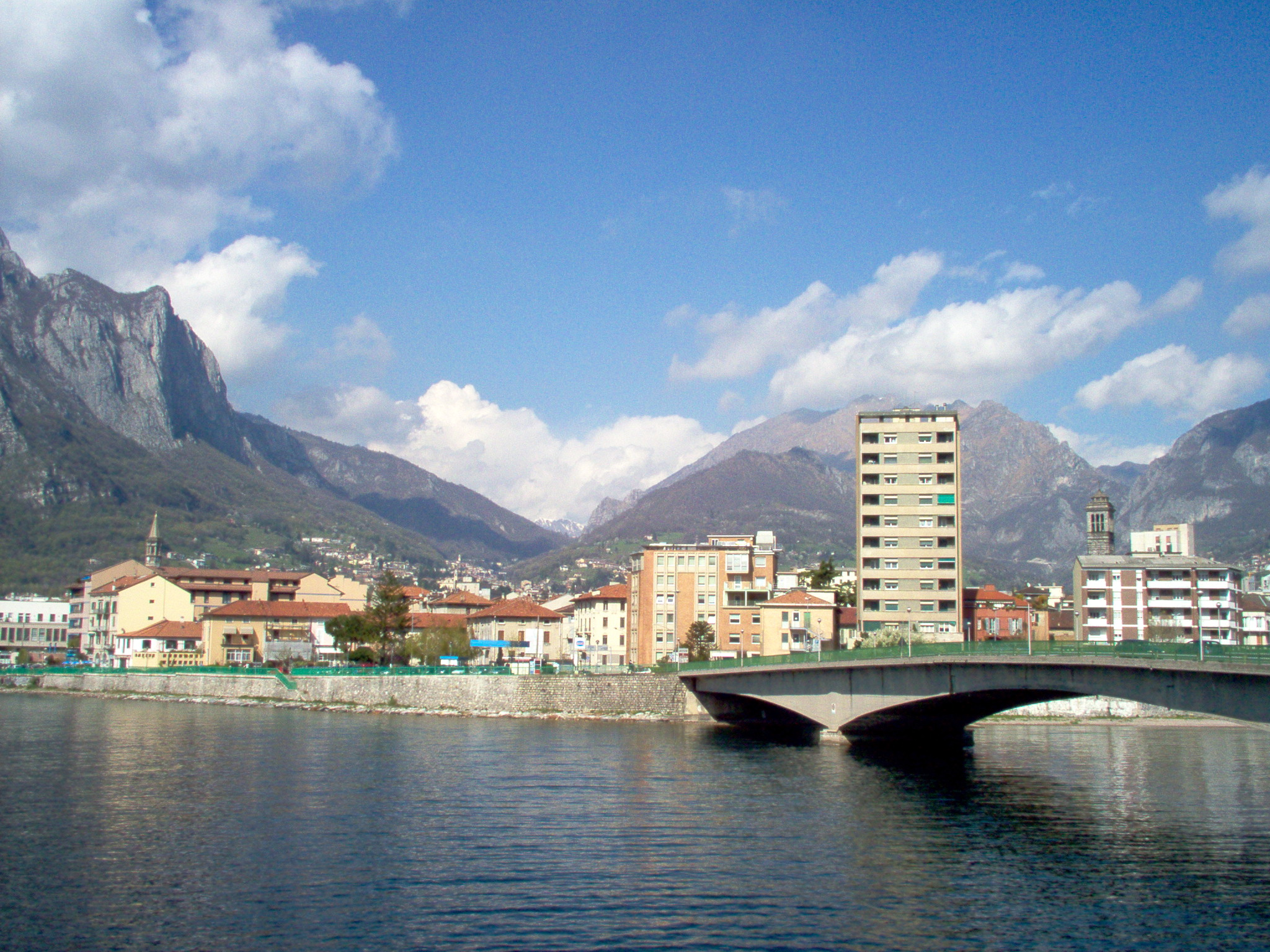
Lecco
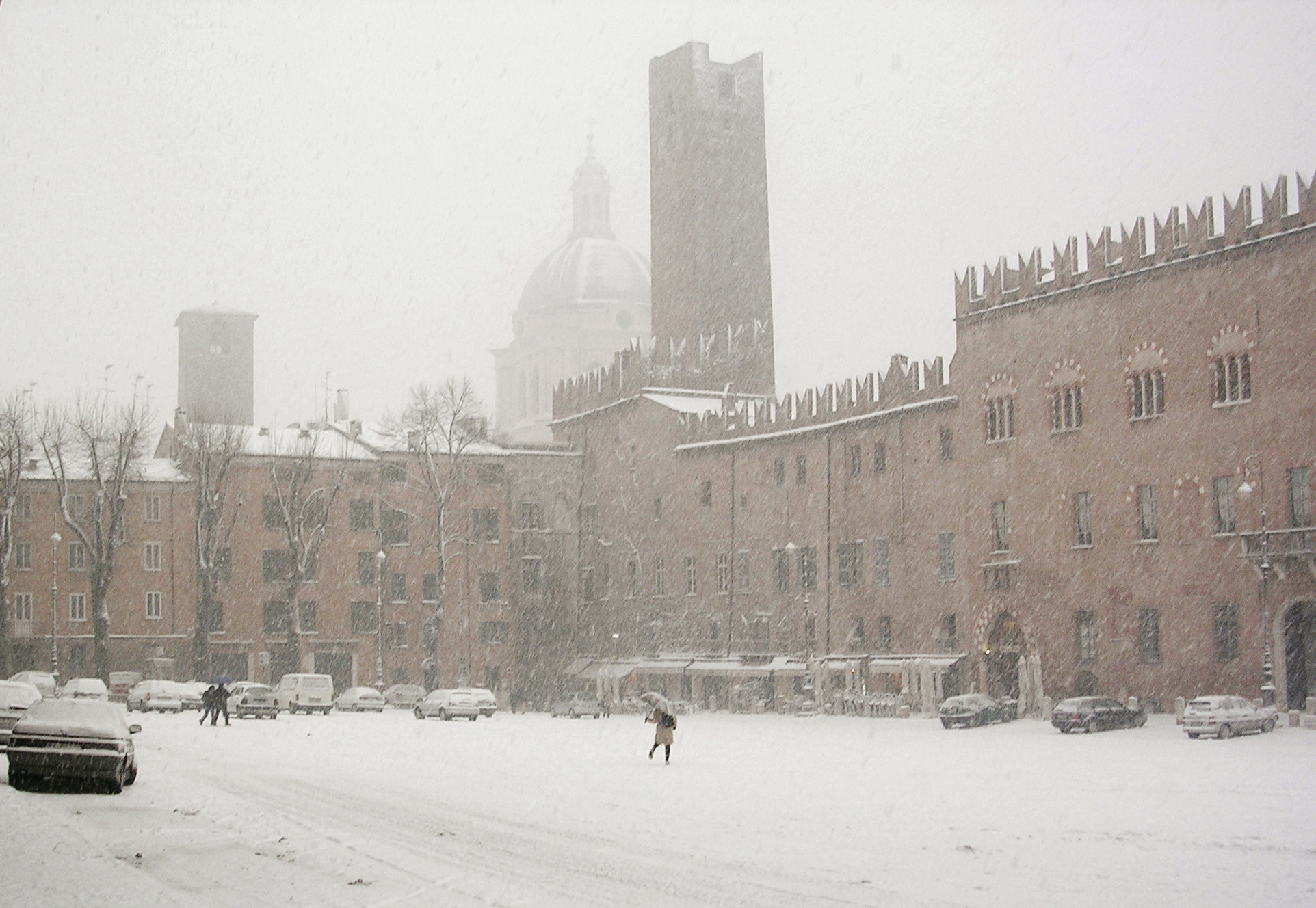
Mantova
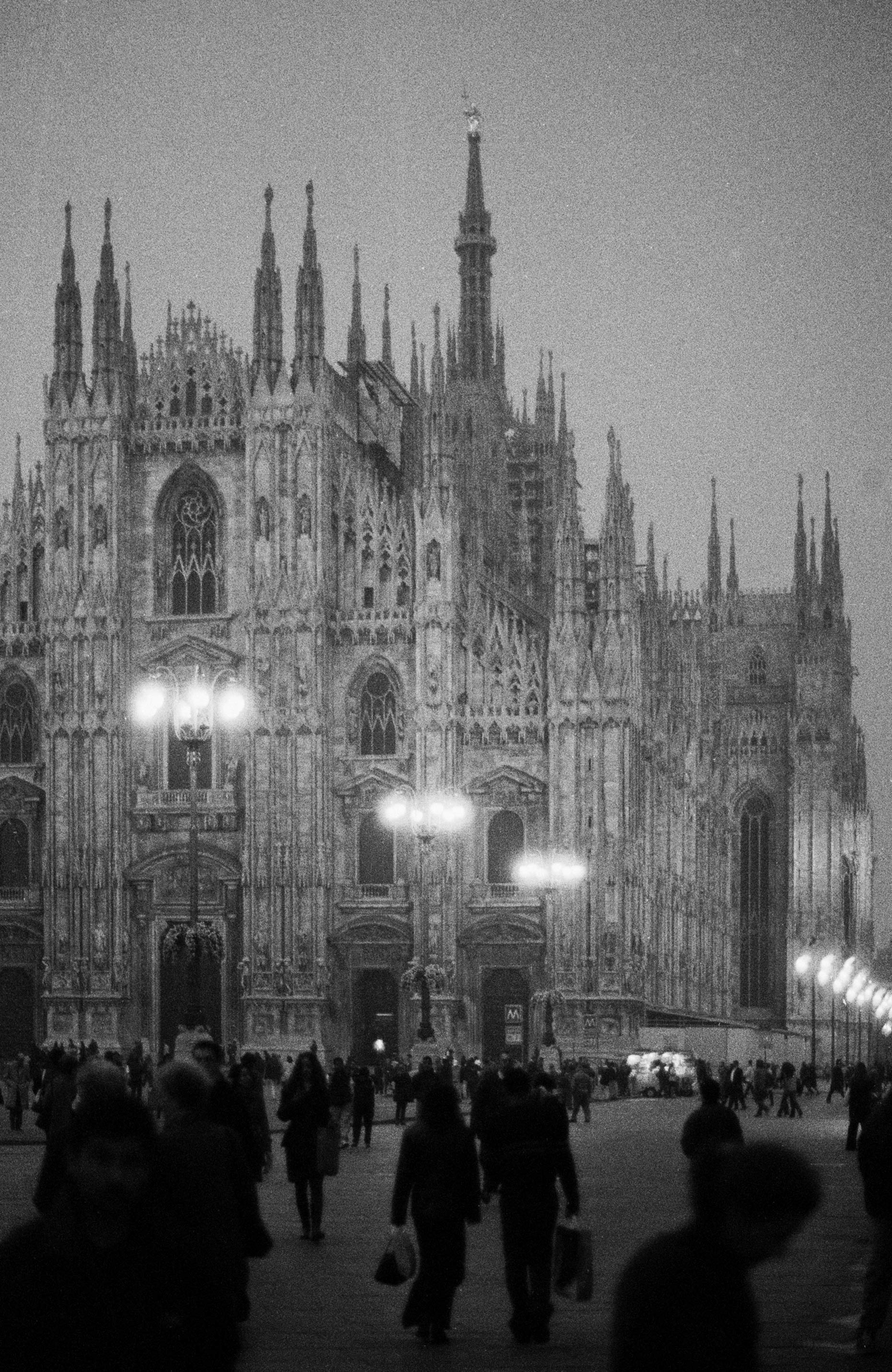
Milão
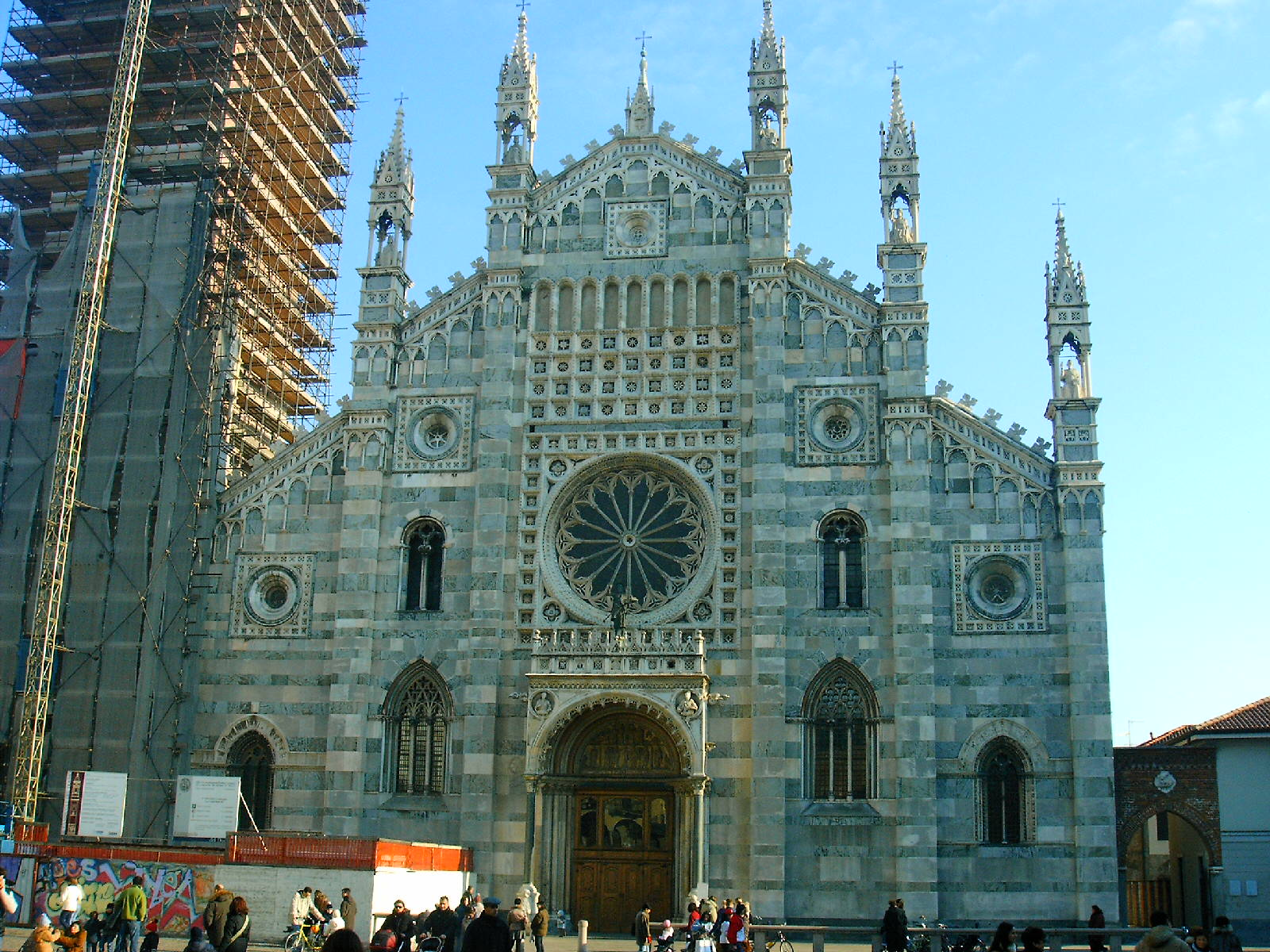
Monza
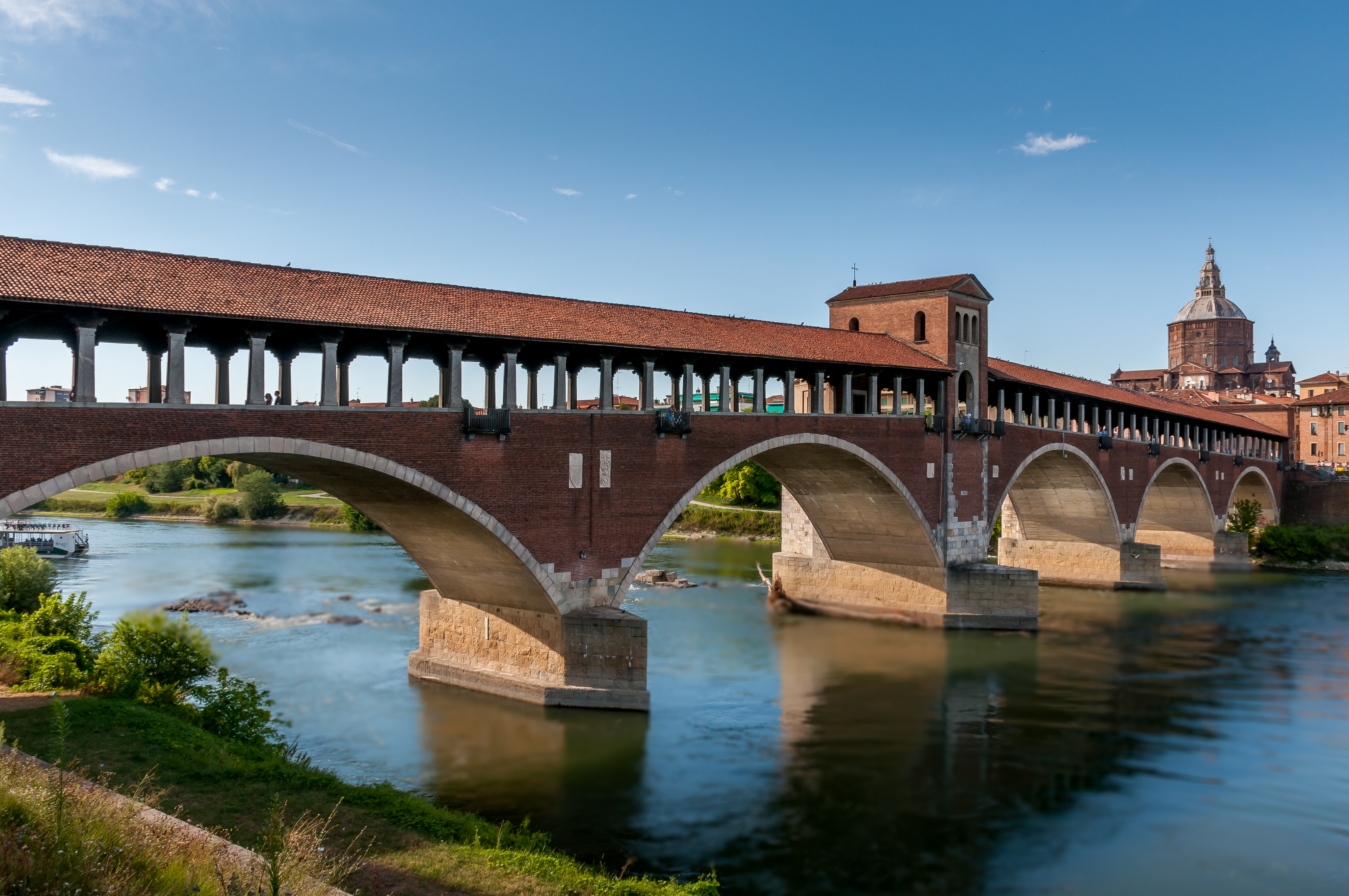
Pavia — a Ponte Coberta
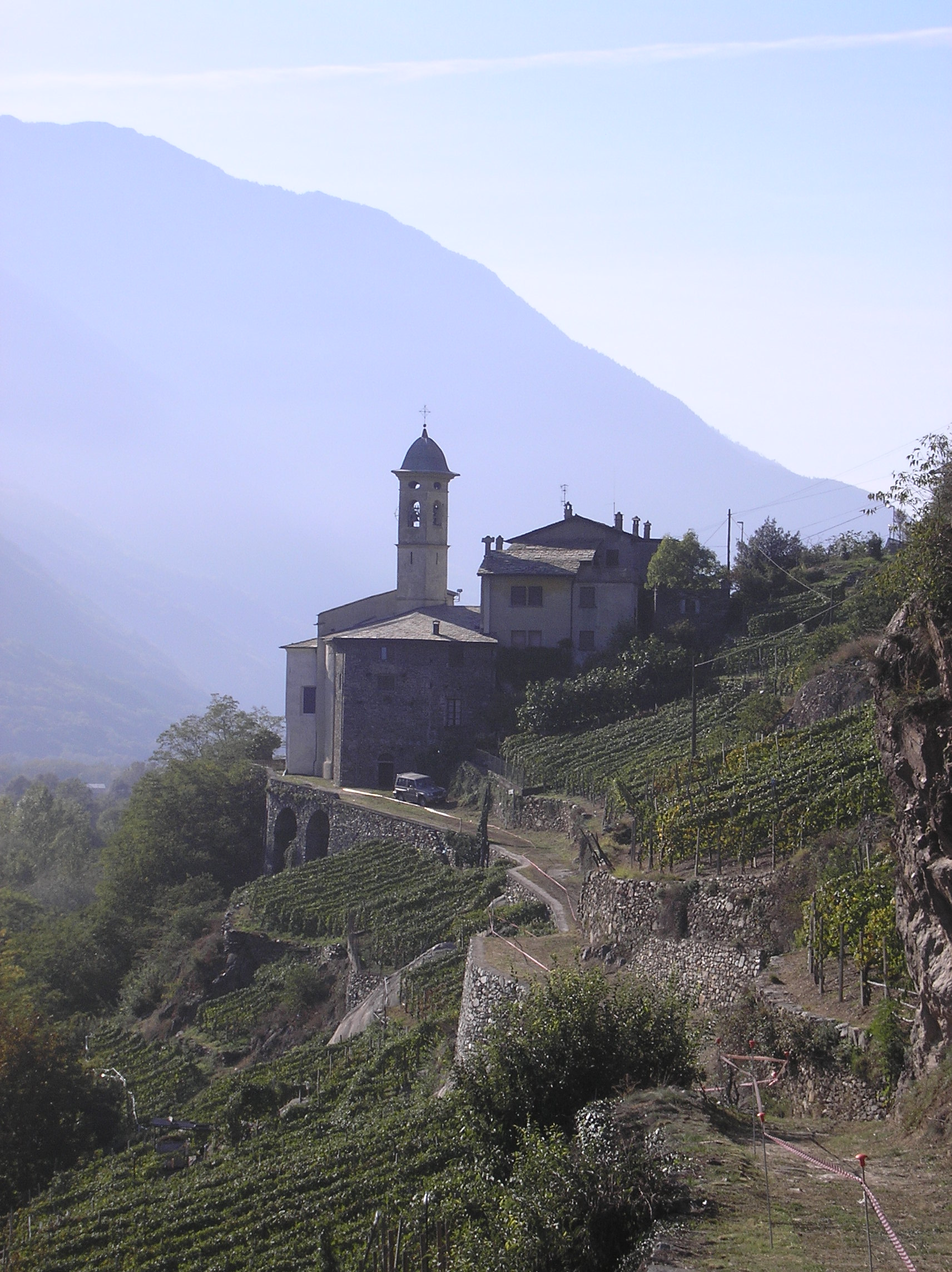
Sondrio — Madonna della Sassella
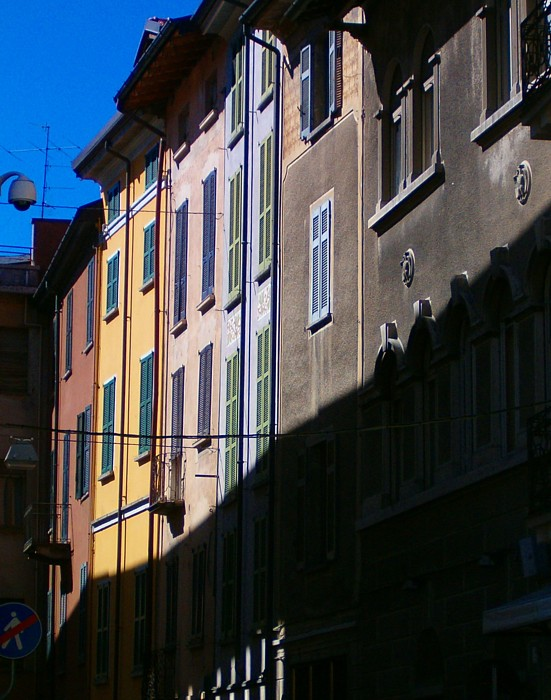
Varese — Centro histórico

### Informação geral
- «Regione Lombardia». – Website oficial.
- «Mapa de Lombardia»

### Províncias
- «Bérgamo»
- «Bréscia»
- «Como»
- «Cremona»
- «Lecco»
- «Lodi»
- «Mantova»
- «Milão»
- «Monza e Brianza»
- «Pavia»
- «Varese»
- «Sondrio»